# Palacio Schwarzenberg (Viena)

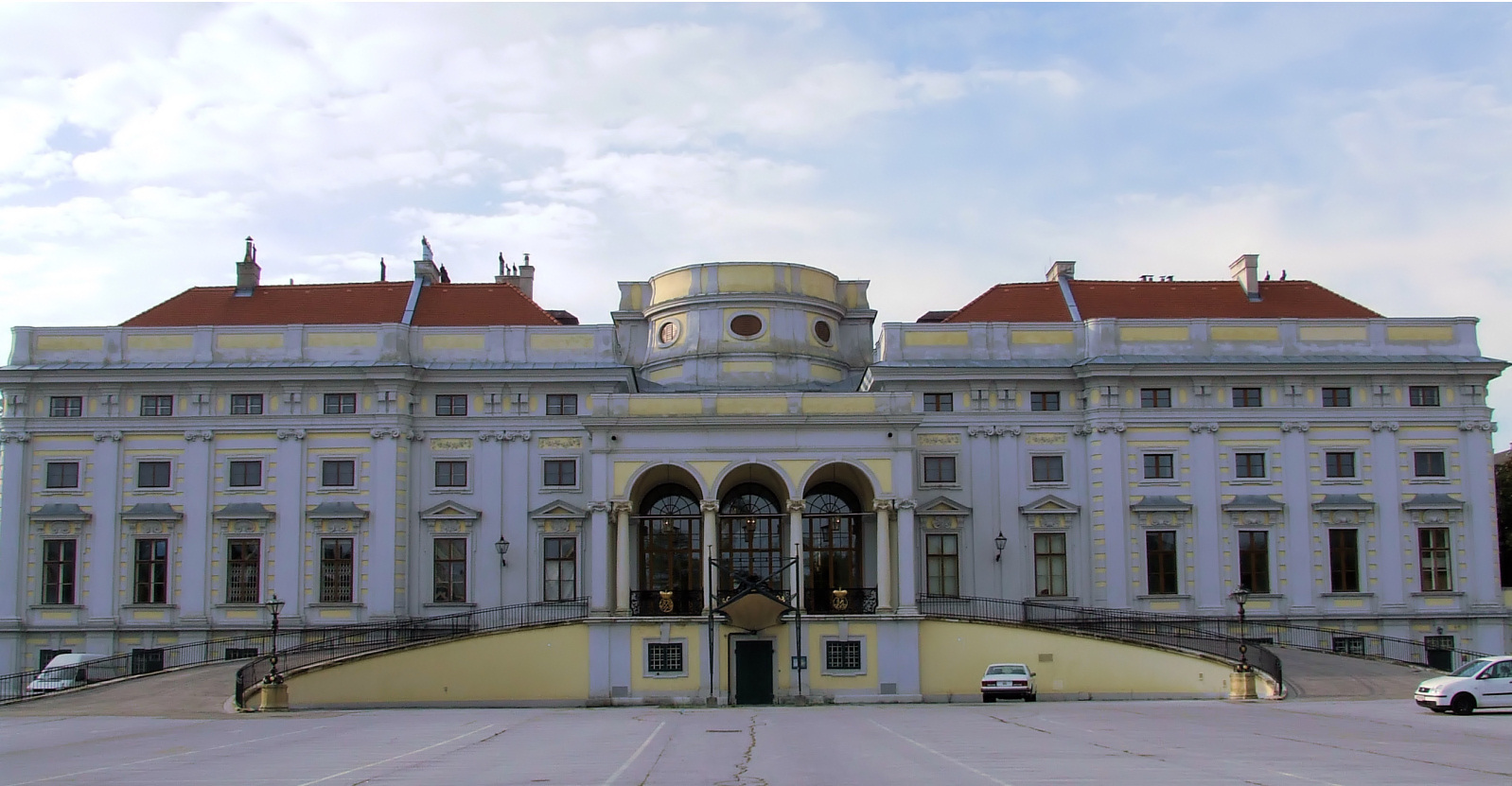
Palacio Schwarzenberg

El palacio Schwarzenberg es un palacio barroco situado en frente de la plaza del mismo nombre (Schwarzenbergplatz), Landstraße, en el distrito 3 de la ciudad de Viena. Propiedad de los príncipes de la Casa de Schwarzenberg
La construcción comenzó en el año 1697 bajo la dirección del arquitecto Johann Lukas von Hildebrandt y el edificio fue terminado con varios cambios en 1728 con el arquitecto Johann Bernhard Fischer von Erlach. La construcción fue supervisada por el maestro constructor Anton Erhard Martinelli. En el año 1751 se añadieron al edificio una escuela de equitación y una orangerie. La Marmorgalerie (galería de mármol) lujosamente decorada es una de las estancias más destacadas del palacio.
Actualmente el edificio es utilizado en parte como hotel de cinco estrellas (cerrado hasta el año 2012 por obras de reforma) y como escenario de festivales y eventos artísticos y culturales, aunque su propiedad sigue perteneciendo a los príncipes Schwarzenberg.
También existe un Palacio Schwarzenberg en la ciudad de Praga, cerca de la catedral en lo alto de la colina.

## Historia
La construcción del palacio comenzó a principios de 1697 por encargo del conde Heinrich-Franz von Mansfield, príncipe de Fondi y un destacado comandante militar, que rivalizaba con otro gran personaje de la guerra contra los turcos otomanos, el príncipe Eugenio de Saboya, que ese mismo año se estaba haciendo construir en Viena el Palacio Belvedere. La adquisición de los terrenos de construcción supuso pocos gastos, ya que la zona había sido arrasada por los turcos en 1683 durante el asedio de Viena.

### El esplendor delsigloXVIII
Sin embargo, antes de que terminaran las obras, el conde von Mansfield murió y su heredero vendió la propiedad con el palacio en construcción en el año 1715 a un influyente político, el príncipe Adán Francisco Carlos von Schwarzenberg. La familia Schwarzenberg, originaria del reino de Bohemia pretendía instalar su centro de poder a Viena aprovechando sus éxitos militares y políticos y el palacio en construcción era un lugar ideal para su proyecto. Con su gran poder financiero los Schwarzenberg contrataron al arquitecto Johann Bernhard Fischer von Erlach, que con unas pocas alteraciones concluyó el palacio en 1728. Fue este arquitecto el que introdujo un gran jardín barroco regado con un complejo sistema de bombas hidráulicas para el funcionamiento de las fuentes. En el año 1751 se añadió una escuela de equitación y una orangerie. 
Durante el resto del siglo XVIII el Palacio Schwarzenberg fue uno de los preferidos de la aristocracia vienesa.

### Últimos siglos
Durante el siglo XIX gran parte de la decoración barroca del Palacio Schwarzenberg fue modificada para dejar espacio para un jardín de estilo inglés. En las últimas modificaciones se incluyó un largo acueducto que transportaba agua a Viena directamente desde Estiria, y una gran fuente delante del palacio, la Hochstrahlbrunnen.
Durante la Segunda Guerra Mundial, el palacio resultó dañado por algunos bombardeos pero fue restaurado durante la postguerra. Los soldados soviéticos que ocuparon Viena tras la derrota del nazismo hicieron erigir un monumento dedicado a los soldados rusos caídos en el conflicto por la liberación de Austria.
Actualmente, parte de la estructura se encuentra convertida en un hotel de cinco estrellas y es utilizado por la administración municipal de Viena para festivales y celebraciones artísticas y culturales.